# Heinrich Oediger

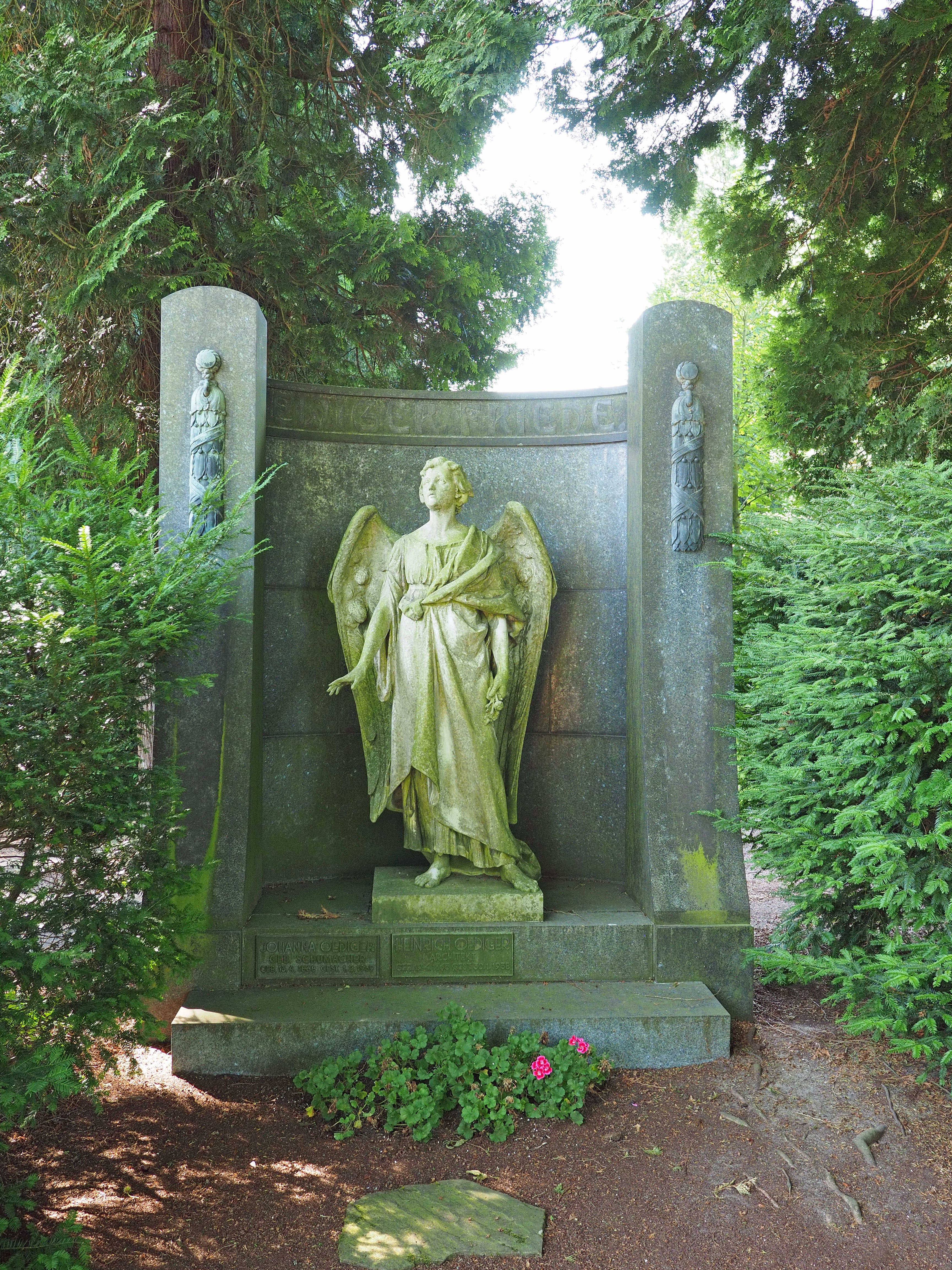
Grabstein Familie Oediger (Hauptfriedhof (Krefeld))

Johann Heinrich Oediger (* 19. April 1865 in Krefeld; † 30. Januar 1938 ebenda) war ein deutscher Architekt.

## Leben
Oediger wurde 1865 auf dem Ispelshof in Krefeld geboren und wuchs dort mit neun Geschwistern in einer katholischen Bauernfamilie auf. Er besuchte die Volksschule in Krefeld und studierte nach dem Besuch einer höheren Schule Architektur an der Friedrich-Wilhelms-Universität zu Berlin. Nach seinem Examen leistete er seinen Wehrdienst in Berlin. Danach hatte er ein Volontariat in einem Architektenbüro. Im Ersten Weltkrieg war Oediger Hauptmann in Frankreich und später in Düsseldorf.
Am 3. Oktober 1893 heiratete er Johanna Schumacher und hatte mit ihr drei Kinder. Johanna Oediger, eine seiner beiden Töchter, heiratete 1916 den Krefelder Landrat Konrad Saaßen. Durch Oedigers vielzählige Kontakte und Freundschaften in die Krefelder Politik und Wirtschaft war er ein anerkannter sowie wohlhabender Geschäftsmann. Seit 1897 war er Mitglied im Gesellschaft-Verein Krefeld und darüber hinaus in der Kaiser-Wilhelm-Stiftung für Kunst und Wissenschaften. Zusammen mit seinem Freund und Kollegen Wilhelm Girmes gehörte Oediger 1910 dem Vorstand des Niederrheinischen Künstlerfestes an.
Im Dezember 1917 wurde Oediger als Nachfolger von Wilhelm Girmes über die Liste der „Liberalen Partei“ in den Stadtrat von Krefeld gewählt, wo er am 24. Januar 1918 eingeführt wurde. Dort wurde er in den Hauptvorstand des Vereins für soziale Wohlfahrtseinrichtungen berufen und als Mitglied der „Kommission für das Fliegerdenkmal“ und „Entschädigungskommission“ ernannt. Am 14. Dezember 1919 schied Oediger jedoch bereits wieder aus dem Rat der Stadt Krefeld aus, da er nicht zur Wiederwahl antrat.
Oediger verstarb 1938 in Folge einer Lungenentzündung in seinem selbst erbauten Haus auf der Krefelder Hohenzollernstraße.

## Girmes & Oediger

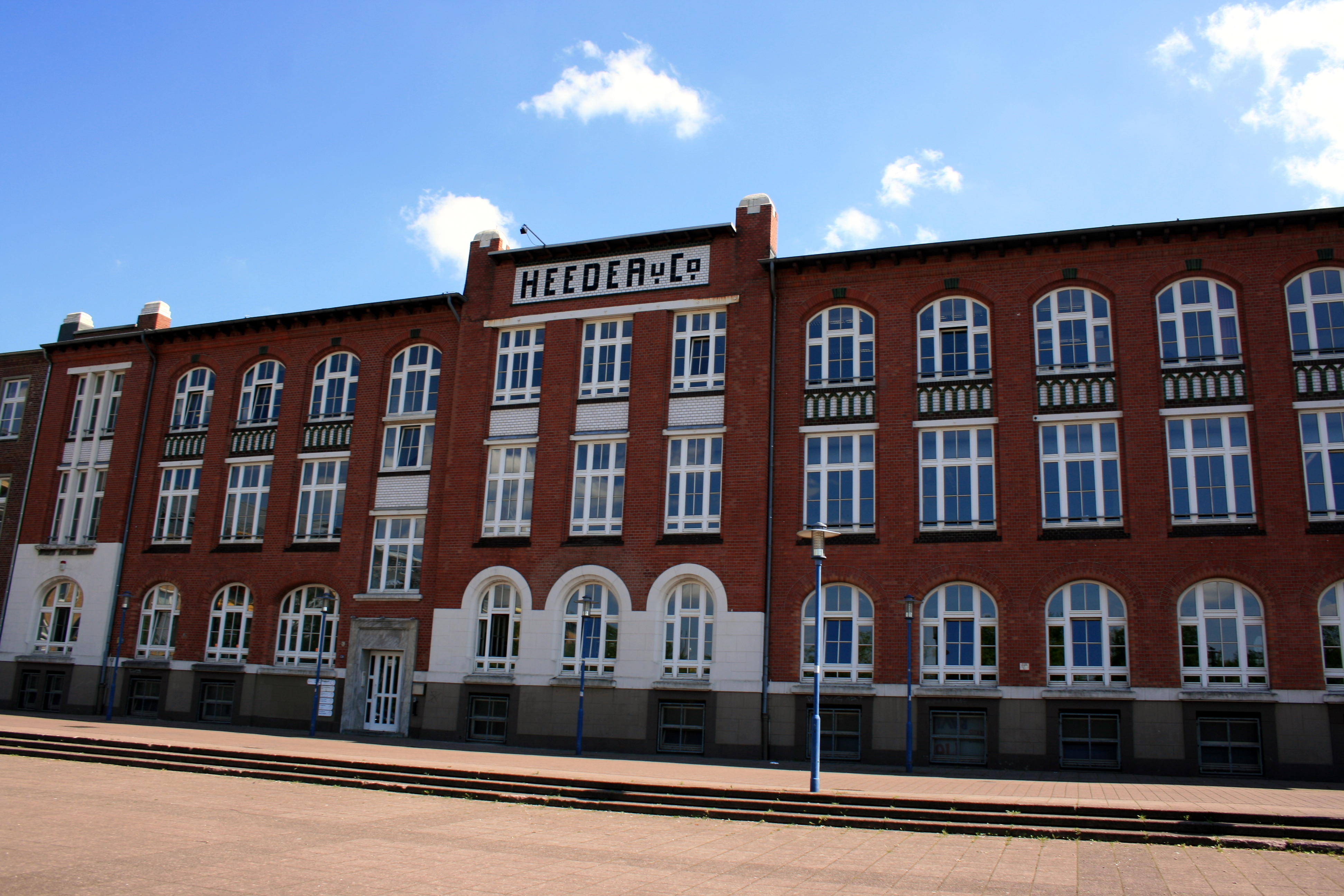
Fassade der Fabrik Heeder

1892 gründete Oediger zusammen mit Wilhelm Girmes, den er in der Schule kennengelernt hatte, die Architektenfirma Girmes & Oediger in Krefeld. Die Eintragung in das Gesellschaftsregister erfolgte am 11. Januar 1892 rückwirkend für den 1. Januar 1892. Durch den Tod von Wilhelm Girmes 1917 erfolgte zum 4. Juli 1918 die Umwandlung in eine Einzelfirma, von welcher Oediger fortan alleiniger Eigentümer war. Die Firma existierte bis zum 29. Juli 1933.
Das Architektenbüro prägte Krefelds Erscheinungsbild des späten 19. und frühen 20. Jahrhunderts immens. Zu den überregional bekannten Bauten zählt die Fabrik Heeder, die 1906 als Fabrikgebäude für Tapeten- und Wachstücher erbaut wurde. Das Bockumer Rathaus, der Landschaftspark Heilmannshof, das Dreiring-Werk, drei Kaufhäuser, das Gebäude der Kaufmannsschule und Handelskammer sowie zahlreiche Landhäuser und Villen gehören zu den unzähligen Werken in Krefeld. Die Girmes-Werke in Oedt und die Villa Fritz Thyssen in Mülheim an der Ruhr sind ebenfalls von Girmes & Oediger erbaut worden.
Viele der erbauten Gebäude existieren bis heute und stehen zum Großteil unter Denkmalschutz.